# Atopotrophos mandibularis
Atopotrophos mandibularis är en stekelart som beskrevs av Dmitriy R. Kasparyan 1975. Atopotrophos mandibularis ingår i släktet Atopotrophos och familjen brokparasitsteklar. Inga underarter finns listade.